# Собор Пресвятой Троицы (Алма-Ата)
Собо́р Пресвято́й Тро́ицы (каз. Қасиетті Троица ғибадатханасы) — собор католической епархии Пресвятой Троицы в городе Алма-Ата.

## История
В 1975 году верующие католической общины приобрели небольшой дом в Алма-Ата, который служил им церковью. Со временем этого помещения стало не хватать. По этой причине в 1978 году был куплен дом побольше, который был перестроен в небольшую церковь, что вмещала порядка 200 человек. Однако со стороны она была похожа на обычный дом.
В конце 1980-х годов большое количество казахстанских немцев переехало на историческую родину, вследствие чего приход потерял много прихожан.
В 1995 году начались работы по строительству храма. В 1997 году в недостроенном храме состоялось первое богослужение. 7 июня 1998 года был освящён построенный храм.
На территории собора расположена статуя Девы Марии. Она находится в гроте, сложенном из камней. На уровне подножья статуи, в сторонке, прикреплена табличка с текстом песни «Радуйся, Мария!» на трех языках: русском, латинском и казахском. Возле статуи горит свеча.
В 2015 году рядом со старым храмом был воздвигнут новый по проекту Е. Е. Рахматуллина. Главным инициатором и благотворителем Троицкого храма выступил Д. В. Чалых.